# Wolfgang Geri

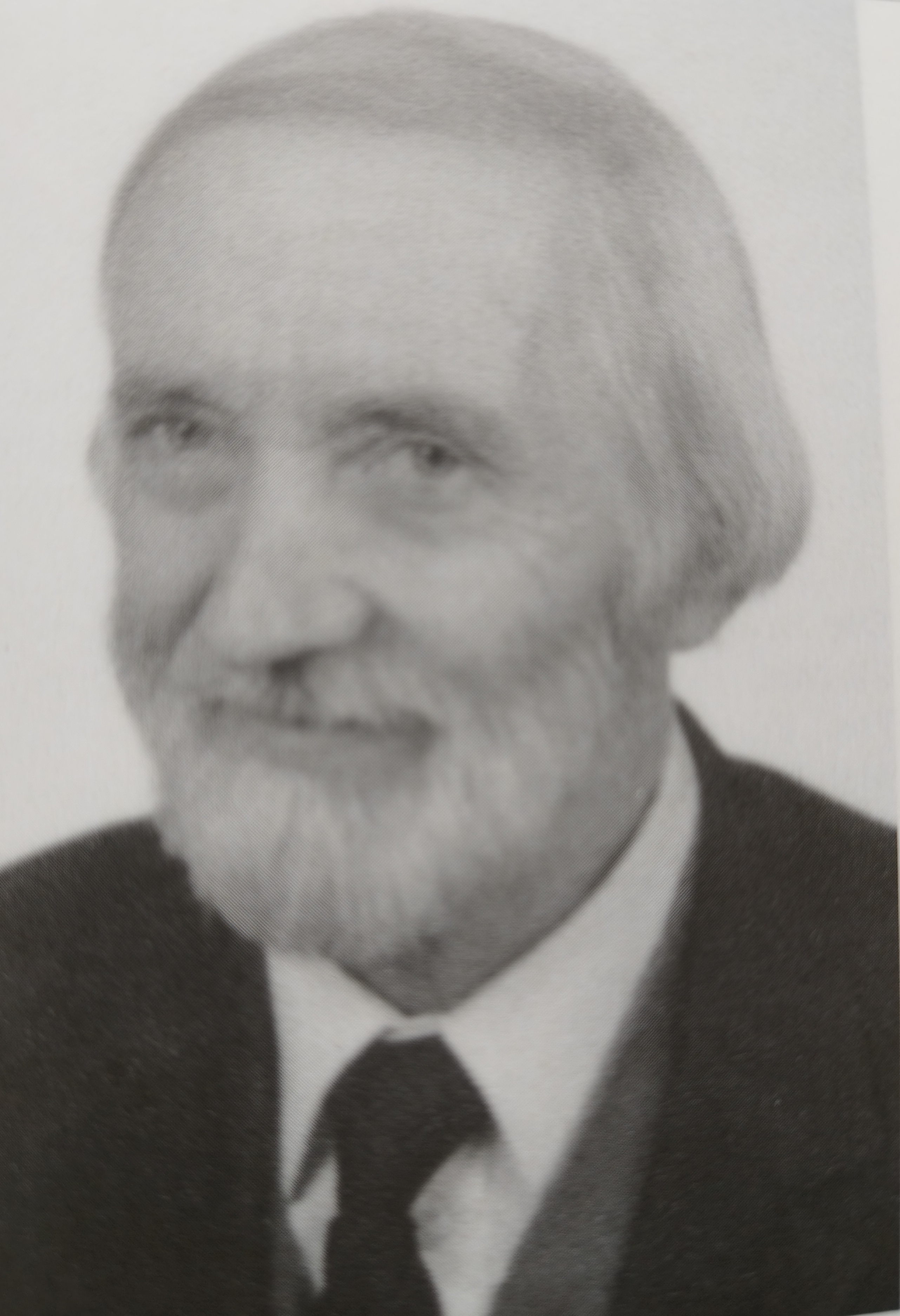
Wolfgang Geri

Wolfgang Geri (* 12. Juni 1921 in Kiel; † 16. April 2002 in Heide (Holstein); bürgerlich Wolfgang Priedöhl) war ein deutscher Komponist und Pianist.

## Leben

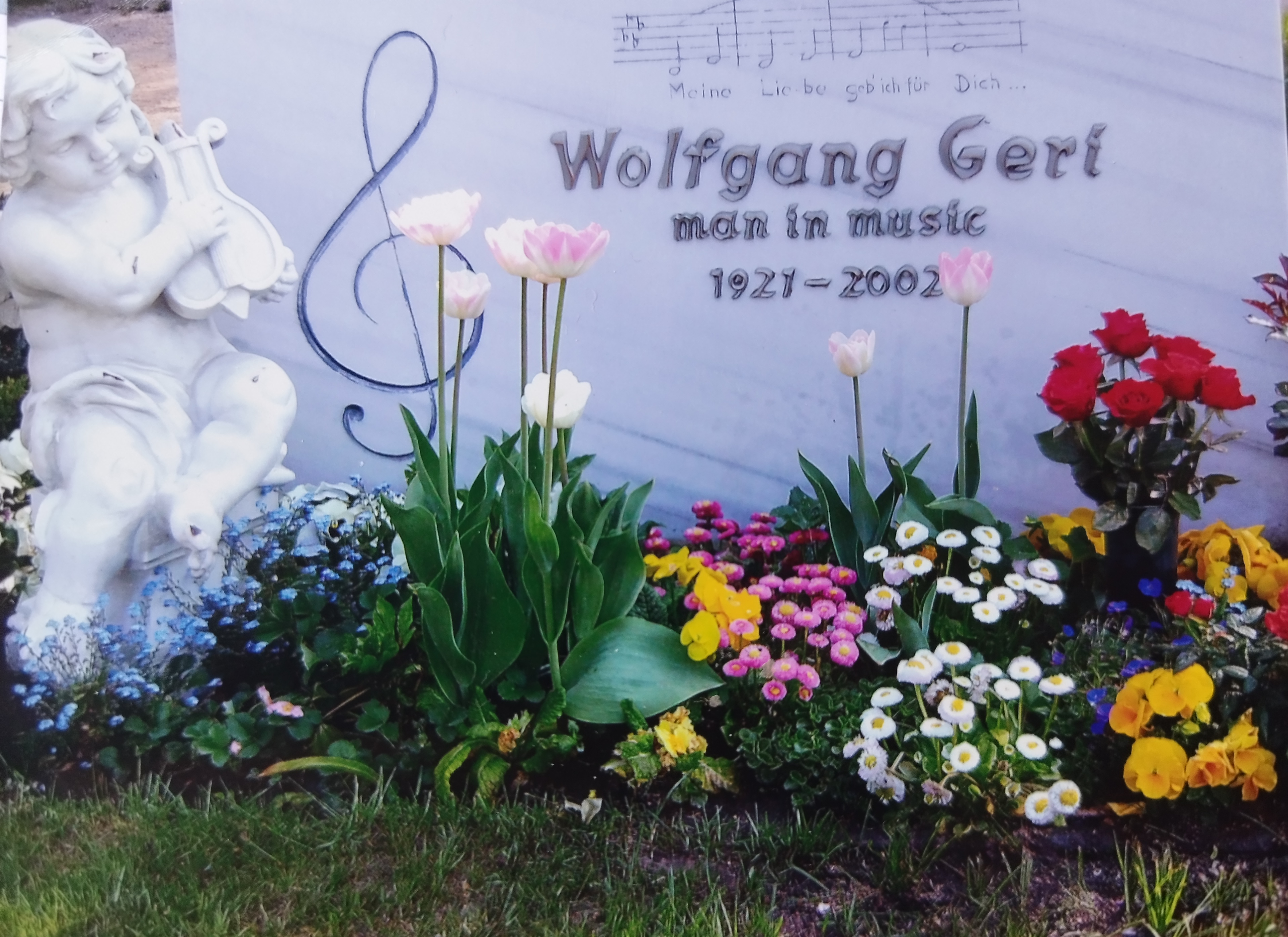
Grab in Heide

Wolfgang Geri wurde als Sohn des Theaterkapellmeisters Alfred Priedöhl (1881–1974) und dessen Ehefrau Irma, geb. Kolberg (1892–1955) in Kiel geboren. Seine ältere Schwester war die Sängerin und Schauspielerin Iska Geri (1914–2002).
Wolfgang Geri wuchs in Frankfurt am Main auf, wo sein Vater Kapellmeister im Schumann-Theater war. Einen Teil seiner Schulzeit bis zum Abitur verbrachte er in Berlin. Dort begann er auch ein Musikstudium, das von Arbeits- und Kriegsdienst unterbrochen wurde. Nach russischer Kriegsgefangenschaft kehrte er 1946 nach Berlin zurück und ging nach Coburg. Dort konnte er sich als Pianist einem US-Orchester anschließen und hatte mehrere Auftritte in deutschen Amerika-Häusern. Von 1947 bis 1990 war er Pianist beim Radio Stuttgart (später Süddeutscher Rundfunk (SDR)) und begleitete namhafte Künstler, z. B. 1947  zusammen mit dem Orchester Lutz Templin Lale Andersen, Lilian Harvey, Fred Bertelmann, Gerhard Wendland, Willy Reichert, Roger Whittaker, John Hendrik, Willi Sailer und Rudolf Nelson. Eine seiner bekanntesten Sendungen war „Von Melodie zu Melodie“. Hier verband er bekannte Melodien geschickt durch kleine Improvisationen miteinander. Er war auch Komponist und Interpret zahlreicher Hörspielmusiken des SDR. Es folgten im Jahr 1951 Solo-Aufnahmen und Aufnahmen mit dem Orchester Artur Schanze beim Bayerischen Rundfunk in München. Weiterhin gab es Aufnahmen beim Norddeutschen Rundfunk und Hessischen Rundfunk. Von 1966 bis 1976 nahm Wolfgang Geri einige Musikstücke bei der EMI in den Niederlanden auf und hatte dort einen Plattenvertrag. Nach Eintritt in den Ruhestand zog er aus gesundheitlichen Gründen nach Heide in Schleswig-Holstein. Am 16. April 2002 starb Wolfgang Geri. Er hinterließ seine Frau Renate.

## Musik (Auswahl Piano solo)
- 1955: Blue Waltz
- 1960: Sorrent
- 1958–1990: Von Melodie zu Melodie (SDR)

## Musik (Auswahl Orchester)
- 1955: Notturno (Komposition als Auftragsmusik für Woche der leichten Musik, SDR)

## Musik (Auswahl Arrangements)
- Orchester Artur Schanze (BR), z. B. Smoke gets in your Eyes
- Heinz Schröder und das Südfunk-Unterhaltungsorchester
- Erwin Lehn und das Südfunk-Tanzorchester
- Orchester Hubert Deuringer, z. B. Ich werde jede Nacht von Ihnen träumen
- Orchester Harry de Groot (NL)
- Orchester Harry Hermann
- Orchester Kurt Rehfeld (SDR), z. B. Romanze

## Hörspielmusik  (Auswahl)
Die ARD-Hörspieldatenbank enthält (Stand: Juli 2025) für den Zeitraum von 1948 bis 1966 insgesamt 74 Datensätze, bei denen Wolfgang Geri als Komponist geführt wird.

(Quelle: ARD-Hörspieldatenbank)
- 1948: Heinz Coubier: Hundert Millionen Dollar – Regie: Paul Land (Hörspielbearbeitung – Radio Stuttgart)
- 1951: Martin Lang: Gangster an Bord. Kriminalparodie – Regie: Paul Land (Hörspiel – SDR)
- 1952: Lutz Neuhaus: Achtung, Selbstschuß! – Regie: Paul Land (Original-Hörspiel – SDR)
- 1954: Walter Hasenclever: Das Funkstudio: Napoleon greift ein – Regie: Paul Land (Hörspielbearbeitung – SDR)
- 1955: Jean Anouilh: Leokadia – Regie: Paul Land (Hörspielbearbeitung – SDR)
- 1956: Arthur Miller: Blick von der Brücke – Bearbeitung und Regie: Otto Kurth (Hörspielbearbeitung – SDR/WDR/BR)
- 1957: Hermann Bahr: Das Konzert – Regie: Fritz Schröder-Jahn (Hörspielbearbeitung – SDR)
- 1957–58: Werner Illing: Häberle und Pfleiderer auf Weltreise (8 Folgen) – Regie: Paul Land (Originalhörspiel – SDR)
- 1958: Nein, meine Suppe ess ich nicht von Renate Milczewsky (SDR, Regie: Paul Land, ISBN 978-3-95615-381-5)
- 1958: Ludwig Thoma: Moral – Regie: Paul Land (Hörspielbearbeitung – SDR, veröffentlicht unter ISBN 978-3-95615-348-8)
- 1959: Lyndon Brook: Aus Studio 13: Mord an Bord – Regie: Otto Kurth (Originalhörspiel, Kriminalhörspiel – SDR)
- 1960: Luigi Pirandello: Heinrich der Vierte. Trauerspiel in drei Akten – Bearbeitung und Regie: Otto Kurth (Hörspielbearbeitung – SDR, veröffentlicht unter ISBN 978-3-95615-312-9))
- 1961: Max Frisch: Rip van Winkle – Regie: Oswald Döpke (Originalhörspiel – SDR/HR/RIAS Berlin)
- 1962: Dieter Rohkohl: Armer Vater Philippe – Regie: Otto Kurth (Hörspielbearbeitung – SDR)
- 1963: Kurt Kusenberg: Die Funkerzählung: Suche nach Onkel Bertram – Regie: Otto Kurth (Originalhörspiel – SDR)
- 1964: Berkeley Mather: Aus Studio 13: Der schwarze Engel – Regie: Paul Land (Kriminalhörspiel – SDR)
- 1966: Gerhard Janner: Die Funkerzählung: Vorbereitungskurs für einen Sommerabend – Regie: Kraft-Alexander zu Hohenlohe-Oehringen (Originalhörspiel – SDR)

## Filmografie
- 1957: Filmmusik Moorland Federsee
- 1958: Filmmusik Lappland, Gotland, Blesshühner
- 1965: Fernsehfilm Nemo taucht auf (Telefilm Saar)
- Ballettmusik für Maria Fris (SDR)

## Theater
- 1966–1981: Musik für Marionettentheater Hugo Baierle, Stuttgart, für die Märchen Dornröschen, Faust, Tischlein deck dich, Der kleine Muck, Turandot
- 1977: Musik für Stuttgarter Verkehrskasperle mit Marionettentheater Hugo Baierle

## Diskografie (Auswahl)
- Killesberglied (Komposition 1954, Single, Philips, mit Orchester Kurt Rehfeld und Rundfunk-Fritzle Erich Hermann)
- Songs from Zatouna (Arrangement, LP, Imperial, Komp.: Mikis Theodorakis, mit Christina Cünne)
- Fascinating Strings (Komposition: Blue Waltz/Wolga Dreams, LP, Star Record, mit Orchester "The Golden Strings")
- Starmix-Song (Pianist, Single, Electrostar, Text und Musik: Helmut Gärtner, Gesang: Marianne Simon)

## Werbefilme und Werbespots
- Musik für Werbefilme für Mercedes-Benz, Bauknecht, Salamander/Lurchi, Ibelo Feuerzeuge und DLW
- Musik für Werbespots für Nivea, Maggi, Floralia
- Pianist in Starmix-Werbung 1953